# Kenny Heirwegh
Kenny Heirwegh is een Belgisch boogschutter.

## Levensloop
Heirwegh werd Europees kampioen staande wip in 2023.
Hij is aangesloten bij KHM Sint Sebastiaan uit Zeveneken.